# Périgord
Périgord (francosko [peʁiɡɔʁ]; okcitansko Peiregòrd [pejɾeˈɣɔɾ(t)] / Perigòrd [peɾiˈɣɔɾ(t)]) je naravna regija in nekdanja francoska provinca ukinjena med francosko revolucijo, ki približno ustreza sedanjemu departmaju Dordogne, ki zdaj tvori severni del upravne regije Nova Akvitanija. Razdeljena je na štiri območja, imenovana Périgord Noir (črna), imenovana tako zaradi tartufov, ki jih tam najdemo, Périgord Blanc (bela) zaradi kredastih pečin in kamnolomov, Périgord Vert (zelena) zaradi gozdov in gozdarstva ter Périgord Pourpre (škrlatni), za vino in vinogradništvo. Zaradi geografije in naravnih virov je Périgord regija z bogato zgodovino in divjimi živalmi, na novo ustanovljeni Naravni regionalni park Périgord-Limousin (Parc Naturel Régional Périgord-Limousin) pa jo želi ohraniti kot tako.
Périgord je poznana po svoji kulinariki, zlasti račjih in gosjih izdelkih, kot sta confit de canard in foie gras. Znana je kot središče za tartufe v Franciji. Vina Périgourdine vključujejo Bergerac (rdeče in belo) in Monbazillac.

## Geografija
Ozemlje regije Périgord, razdeljeno na štiri dele: severni Périgord Vert (zeleni), osrednji Périgord Blanc (beli), jugovzhodni Périgord Noir (črni) in jugozahodni Périgord Pourpre (škrlatni), danes pripada departmaju Dordogne. Majhen del Périgorda je pripadel departmajema Lot-et-Garonne in Lot, žep okoli Brive-la-Gaillarda (departma Corrèze) pa je nekakšno prehodno ozemlje med Périgordom in Limousinom. Meje med štirimi ozemlji Périgorda niso administrativno razdeljene in se po potrebi spreminjajo. Tradicionalne oznake ozemelj so Nontronnais (okrožje Nontron na severu), Ribéracois (okrožje Ribérac na severozahodu), Bergeracois (okrožje Bergerac na jugozahodu) in Sarladais (okrožje Sarlat-la-Canéda na jugovzhodu). Osrednje območje okoli Périgueuxa se včasih imenuje tudi Périgord Central.
Glavna reka, ki teče skozi ozemlje Périgorda in je dala ime sedanjemu departmaju, je Dordogne. Druga največja reka Isle z glavnima pritokoma, levim Auvézère in desnim Dronne, teče skozi severni del Périgorda in se v Dordogne izliva pri Libourneju. Tretja reka Vézère teče skozi južni del Périgorda in se izliva v Dordogne pri kraju Le Bugue. Dolina reke Vézère, znana po številnih jamskih sistemih, v katerih so bile najdene prazgodovinske stenske poslikave in ostanki človeka iz obdobja kamene dobe (jama Lascaux), je bila leta 1979 vpisana na Unescov seznam svetovne kulturne dediščine.

## Zgodovina
V Périgueuxu so rimske ruševine, ki so bile obnovljene, celotno območje pa je znano kot »zibelka človeštva« zaradi bogastva prazgodovinskih najdišč, od katerih je najbolj znano prazgodovinsko najdišče poslikana jama Lascaux, katere upodobitve turov, konj, jelenov in drugih živali (vendar ne ljudi) segajo približno 17.000 let v preteklost.
Središče prazgodovinskih študij je majhno mestece les Eyzies, kjer je na novo zgrajen Muzej prazgodovine, kjer so arheološke raziskave iz 19. stoletja pokazale, da je dolina Vézère nenavadno bogat niz prazgodovinskih najdišč do 40.000 let v preteklost. Ena od lokacij Unescove svetovne dediščine, Arheološka najdišča in jamske poslikave v reke dolini Vézère (Prehistoric Sites and Decorated Caves of the Vézère Valley), vsebuje 147 prazgodovinskih najdišč iz obdobja paleolitika in 25 poslikanih jam.
Grofija Périgord je bila ustanovljena leta 866, naknadno razdeljena v fevd štirim baronom, ki so si na tem ozemlju zgradili gradove v Mareuilu ob meji z Angoumoisom, v Bironu na meji s Quercyjem, v Beynacu in Bourdeillesu. Izbira lokacije je imela vojaško strateški vpliv na razvoj dogodkov. Baroni so s svojimi trdnjavami uživali veliko svobode in bili nepogrešljivi kot poveljniki na mejnem ozemlju med Anglijo in Francijo.
S poroko Eleonore Akvitanske in Henrika II. v letu 1154 je jugozahod Francije pripadel kot fevd angleški kroni. Med stoletno vojno je fronto med severno Francijo in južno Anglijo označevala reka Dordogne. Politično je bila v tem času grofija nepomembna v navkrižju obeh interesov. Na njenem ozemlju so bila ta čas tako na francoski kot angleški strani načrtno ustanovljena številna utrjena naselja - bastide, kamor so se lahko zatekli privilegirani prebivalci Périgorda. Odločilna bitka, ki se je končala s porazom angleške vojske in koncem stoletne vojne leta 1454, se je odvijala pri kraju Lamothe-Montravel v Périgordu. Grofija je bila ponovno združena s francosko krono julija 1607.

## V popularni kulturi
Obisk province je navdihnil angleško pisateljico Julio Stuart, da je napisala svoj roman The Matchmaker of Périgord.
Roman Michaela Crichtona Timeline je delno postavljen v leto 1357 Périgord.
Claude Chabrol je leta 1970 tu posnel svoj klasični triler Le Boucher s sklicevanjem na Bergeraca in kino v Sarlatu. 
Kriminalke Martina Walkerja, v katerih nastopa Bruno Courreges, šef policije, so postavljene v izmišljeno mesto St. Denis ob reki Vézère.
V filmu Christiana Vincenta iz leta 2012 Haute Cuisine (francoski naslov: Les Saveurs du Palais) je protagonistka Hortense Laborie kuharica iz Périgorda.
Dokumentarni film iz leta 2013 After Winter, Spring spremlja življenje družinskih kmetov v Périgordu, vključno z njihovimi težavami ob soočanju z razvojem nepremičnin, vladno kmetijsko politiko in velikim agro podjetjem.